# Epistula Apostolorum
Epistula Apostolorum („Brief der Apostel“, abgekürzt EpApostol und EpAp) ist eine  neutestamentliche apokryphe Schrift, die äußerlich die Form eines Briefes hat, jedoch nach literarischer Gattung zu den Dialogevangelien zählt. Das ursprünglich in Griechisch verfasste Werk ist in seinem ursprünglichen Wortlaut nicht überliefert und vollständig nur noch in einer äthiopischen Version erhalten sowie teilweise in einer koptischen Version.

## Überlieferung

### Koptisch
Carl Schmidt fand Teile der koptischen Version 1895 im damals noch französischen Archäologischen Museum in Kairo, wobei ihn der französische Ägyptologe und Philologe Pierre Lacau stark unterstützte, der damals mit der Katalogisierung der Manuskripte beschäftigt war. Die Erstausgabe des koptischen Textes zusammen mit einer deutschen Übersetzung von Isaak Wajnberg wurde von Carl Schmidt herausgegeben, dabei berücksichtigte Wajnberg insgesamt fünf äthiopische Manuskripte.

### Äthiopisch
Der äthiopische Text wurde zuvor von der isolierten äthiopisch-orthodoxen Tewahedo-Kirche verwendet. Ein Manuskript mit dem äthiopischen Text war schon länger bekannt, jedoch wurde erst ab 1809 allmählich in Fachkreisen erkannt, welche Bedeutung es hat. Der äthiopische Text wurde zuerst von L. Guerrier 1913 im Druck herausgegeben, jedoch verwendete er als Grundlage die Handschrift L = Or. 739 des Britischen Museums, die im Vergleich zu den anderen äthiopischen Handschriften öfter einen schlechteren Text hat.
Hugo Duensing veröffentlichte 1925 einen deutschen Text, der die gesamte Überlieferung und alle weiteren Erkenntnisse seit Schmidts Ausgabe berücksichtige und der ab Schneemelchers 3. Auflage auch in seinen Neutestamentlichen Apokryphen abgedruckt wurde. Die äthiopische und die koptische Version stehen dabei in zwei Spalten nebeneinander, wenn es zwei unterschiedliche Fassungen gibt. Der koptischen Fassung fehlen einige Kapitel, so dass es zwei parallele Kapitelzählungen gibt. Eine einheitliche Darstellung beider Versionen – in der deutschen Übersetzung – ermöglichen Berger/Nord, da „alle wichtigen, wirklich übersetzungsrelevanten Abweichungen des einen oder anderen Zeugen […] in den Fußnoten vermerkt (wurden). […] Bei unserer Übersetzung haben wir auch die bisherigen Kapitel durch Versabschnitte weiter unterteilt, um das Zitieren in Zukunft zu erleichtern.“
Inzwischen sind 14 äthiopische Manuskripte dieser Schrift bekannt, wobei keines älter als das 15. Jh. ist. Dabei stellte sich heraus, dass auch diese keine einheitliche Überlieferung bieten, sondern selbst wiederum in mindestens zwei Hauptgruppen zerfallen. Die Forschung kann keine gesicherten Aussagen machen, auf welche Weise der griechische Text ins Äthiopische übersetzt wurde, jedoch sind vergleichbare Schriften zuerst ins Arabische und erst von dort ins Äthiopische übertragen worden, eine direkte Übersetzung ist jedoch nicht ausgeschlossen. Die äthiopische Fassung erlaubt keine Rückschlüsse mehr auf den ursprünglichen griechischen Text. Die Schrift genoss in Äthiopien zeitweise ein hohes Ansehen und wurde mehrfach von Zara Yaqob zitiert.
Die äthiopische Fassung des Textes ist jünger als die koptische Version, da sie die ältere nicht nur sachlich korrigiert (z. B. Namen der beteiligten Frauen) oder zu korrigieren versucht, sondern Textstellen auch funktional ergänzt, d. h., bemüht ist, dem Leser Sachverhalte verständlicher zu machen. In geringem Umfang erfolgen dadurch auch inhaltliche Änderungen, im Allgemeinen im Rahmen von Akzentuierung. Die koptische Version ist im Vergleich zur äthiopischen unvollständiger. Als Versionsunterschiede nennen Berger/Nord „auch unterschiedliche Tendenzen. Die äthiopische Version ist häufig kirchlich-harmonisierend, die koptische Version ist dort vorzuziehen, wo sie erkennbar stärker an jüdischen Vorstellungen orientiert ist.“

### Lateinisch
Ein Blatt mit einer lateinischen Übersetzung findet sich als Palimpsest im Codex Palt. Vindobonensis 16. in Wien.

## Ort und Zeit der Entstehung
Die Überlieferung erlaubt keine genaue Festlegung des Entstehungsorts. Genannt werden Kleinasien, Syrien und Ägypten. Caspar Detlef Gustav Müller nennt Ägypten in Kreisen des hellenisierten Judenchristentums als die Kreise, in denen es entstanden ist. Die antignostische und antidoketische Tendenz deuten auf Ägypten, diverse Einzelbeobachtungen, die auf andere Orte schließen lassen, sieht er als Aufnahme und Verarbeitung von Traditionen, die in Alexandrien zusammenliefen. Die Schrift kennt hermetische und essenische Einflüsse, das Johannesevangelium und seine Logoschristologie und nennt Paulus.
Die Schrift nennt ein Datum für die Parusie in Kapitel 17 (28), wenn das 150. Jahr vollendet ist. Dieses deutet auf die Mitte des zweiten Jahrhunderts.

## Bedeutung
Die Schrift ist „ein Exempel der Jüngerbelehrung zwischen Ostern und Himmelfahrt“ und bietet „Einblicke in die frühchristliche Missionsgeschichte. [… Sie] ist ein kostbarer Beitrag für unsere Kenntnis des Christentums im 2. Jhdt.“ und enthält eine von Jesus geäußerte Zeitangabe zu seiner Wiederkehr (Kapitel 17,1). Nach Berger/Nord, S. 989: „wenn das 150. Jahr vollendet ist. Das heißt wohl: 150 Jahre nach dem Zeitpunkt des Dialogs Jesu mit seinen Jüngern rechnet man mit der Parusie, also für 180 n. Chr.“ (Äthiopische Version; die koptische Version wird entsprechend interpoliert, Anm. 70, S. 998).
„Das könnte eine Entstehung um 150 n. Chr. voraussetzen. Aus der älteren Kirche ist keine weitere Berechnung des Endes bekannt.“